# Aritz Aduriz
Aritz Aduriz Zubeldia, född den 11 februari 1981 i San Sebastián i Gipuzkoa, är en spansk före detta fotbollsspelare som spelade för den spanska klubben Athletic Bilbao i La Liga som anfallare. Året 2015 sägs vara en av hans bättre säsonger då han totalt gjorde 18 mål för Athletic Bilbao.
Han har gjort flera klubbyten under karriären. Allt började med Aurrerá i hemlandet och efter en tid hos Athletic Bilbao B blev det slutligen FC Bilbao. Sedan vände han tillbaka till där han startade (Bilbao), där han spelat sedan 2012. 
I det spanska landslaget har han bara en spelad match, EM 2016 i Frankrike.